# Neomeesia
Neomeesia là một chi rêu trong họ Meesiaceae.